# 全国彩虹联盟
全国彩虹联盟（简称），肯尼亚政党。
2002年－2013年成为执政党。为参加2002年大选，肯尼亚国家党和自由民主党等14个政党组合成全国彩虹联盟。2002年12月27日，联盟代表候选人姆瓦伊·齐贝吉在总统选举中以62%的压倒性得票率击败时任总统莫伊领导的肯尼亚非洲民族联盟候选人乌胡鲁·肯雅塔，成为肯亞第三任总统，這次大選也結束肯尼亚非洲民族联盟長達四十年的執政。
新政府组成后，自由民主党与亲齐贝吉派系的矛盾加剧。2005年宪法公投后，所有自由民主党的政府官员被辞退，该政党遂成为反对党，并与肯尼亚非洲民族联盟等政党组成橙色民主运动。2006年，亲齐贝吉的全盟党员成立新的全国彩虹联盟-肯尼亚党，原全盟由卫生部长夏丽蒂·恩吉鲁接管。
2007年10月5日，恩吉鲁宣布在总统选举中支持反對派橙色民主运动及其候选人拉伊拉·奥廷加，10月6日被齐贝吉辞退。
在2012年国会选举，连同党首恩吉魯，全国彩虹联盟共取得3个议席。